# Promachus calcaratus
Promachus calcaratus là một loài ruồi trong họ Asilidae. Promachus calcaratus được Hobby miêu tả năm 1936.